# Orca Seamount
Orca Seamount är ett djuphavsberg i Antarktis. Det ligger i havet utanför Sydshetlandsöarna. Argentina, Chile och Storbritannien gör anspråk på området.